# Paula Deen
Pour les articles homonymes, voir Deen.
Paula Deen (née le 19 janvier 1947) est une chef cuisinier américaine. Elle est également présentatrice d’émissions télévisées culinaires, restauratrice, écrivaine, actrice et personnalité de la télévision ayant été récompensée par un Emmy Award. Elle réside à Savannah, Géorgie, où elle est la propriétaire et chef du restaurant The Lady & Sons, avec ses fils Jamie et Bobby Deen. Elle a publié 5 livres de cuisine et un magazine sur la cuisine et l’art de vivre. Bien que mariée en 2004 à Michael Anthony Groover, elle continue d’utiliser le nom de famille Deen issu de son premier mariage.

## Biographie
Paula Deen est née à Albany, Géorgie. Ses deux parents décèdent avant qu’elle ait 23 ans et son mariage précoce se solde par un divorce. Elle souffre alors de crises de panique et d’agoraphobie, la poussant à vivre cloitrée chez elle; elle se consacre alors à cuisiner pour sa famille, activité qu’elle peut faire sans quitter sa maison. En 1986, son état s’améliore et elle travaille dans une banque. Après cela, elle déménage avec ses fils à Savannah. En 1989, elle divorce de Jimmy Deen, auquel elle était mariée depuis 1965, et se lance dans une activité de traiteur à domicile. Elle prépare des sandwiches et repas que ses fils Jamie et Bobby se chargent de livrer.

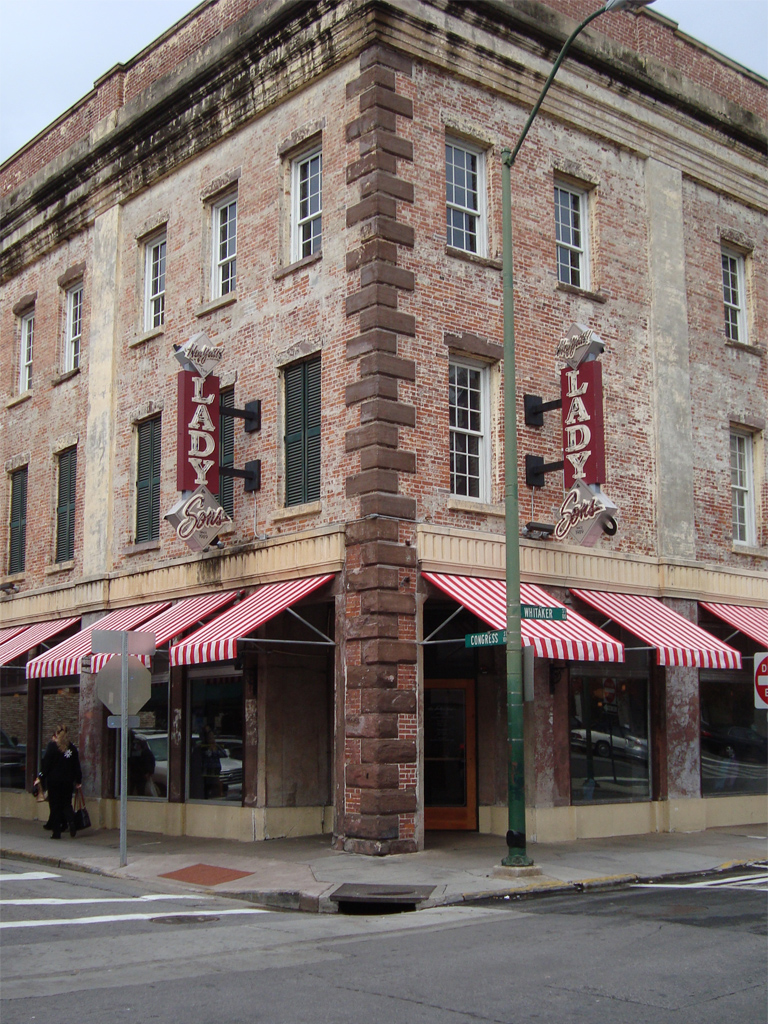
Le restaurant de Paula Deen à Savannah: the Lady & Sons.

### Restaurants
Son activité de traiteur, nommé The Bag Lady, est un succès qui l'amène à ouvrir le 8 janvier 1996 son propre restaurant, The Lady & Sons, dans le centre-ville de Savannah, sur West Congress Street. Quelques années plus tard, le restaurant est déplacé vers un espace plus grand, dans le quartier historique de Savannah. USA Today nomme The Lady & Sons le “Repas International de l’Année” (the “International Meal of the Year”) en 1999. La spécialité est le buffet, qui inclut des patates douces, des macaronis au fromage, des Twinkies frits, du poulet frit, des pains de viande au fromage, des haricots et du maïs à la crème. Chaque repas est accompagné d’un pain à l’ail et au fromage et des célèbres galettes de maïs de Paula (“hoecakes”). Ses fils s’occupent du restaurant lorsqu’ils sont en ville et l’endroit devient un classique des circuits touristiques de Savannah.
Paula Deen ouvre un second restaurant, “the Paula Deen Buffet” dans le casino Harrah’s à Tunica, Mississippi. La façade de l’entrée du restaurant, qui ouvre en 2008, est modelée d’après la maison de Paula à Savannah et propose un menu inspiré par la cuisine du Sud.
Le 1er septembre 2009, elle annonce sa propre ligne de desserts pour Walmart, déclinant les tartes qui ont fait son succès ('Apple Crunch Top', 'Dark Rum Pecan', 'Old Fashion Fudge' et 'Gooey Butter Cake bars').

### Livres
En 1997, Paula Deen publie en auto-édition The Lady & Sons Savannah Country Cooking et The Lady & Sons Savannah Country Cooking 2, deux livres de recettes traditionnelles de la cuisine du Sud, telles que le « Gooey Butter Cake » (gâteau gluant au beurre). Ce sont de très gros succès, et elle publie 2 autres ouvrages, écrits avec l’aide de Martha Nesbit. Elle apparaît  sur QVC et sur The Oprah Winfrey Show (pour la première fois en 2002, puis deux fois en 2007 et une fois en 2010). Son histoire est aussi rapportée dans Extraordinary Comebacks: 201 Inspiring Stories of Courage, Triumph, and Success (2007, Sourcebooks). En avril 2007, Simon & Schuster publient ses mémoires : It Ain't All About the Cookin'. Elle lance enfin un magazine sur l’art-de-vivre intitulé Cooking with Paula Deen en novembre 2005. Les ventes de celui-ci atteignant les 7,5 millions d’exemplaires en mars 2009.

### Food Network
Paula Deen entre en contact avec Food Network pour la première fois en 1999, quand son amie Erin Lewis lui présente Gordon Elliott, qui lui présentera à son tour son agent actuel, le propriétaire de Artist’s Agency Barry Weiner. Gordon Elliott la fait apparaître dans plusieurs épisodes de son émission Doorknock Dinners. Elle fait également une apparition dans Ready, Set, Cook! et sera invitée à enregistrer un pilote pour une émission nommée Afternoon Tea, début 2001. La chaîne, appréciant le résultat, lui donne sa propre émission: Paula’s Home Cooking, qui débute en novembre 2002. Paula’s Home Cooking était au départ enregistrée à Millbrook, New York, dans la maison de Gordon Elliott, alors producteur exécutif de l’émission,. À partir de fin 2005, les épisodes sont enregistrés dans sa propre maison de Savannah.

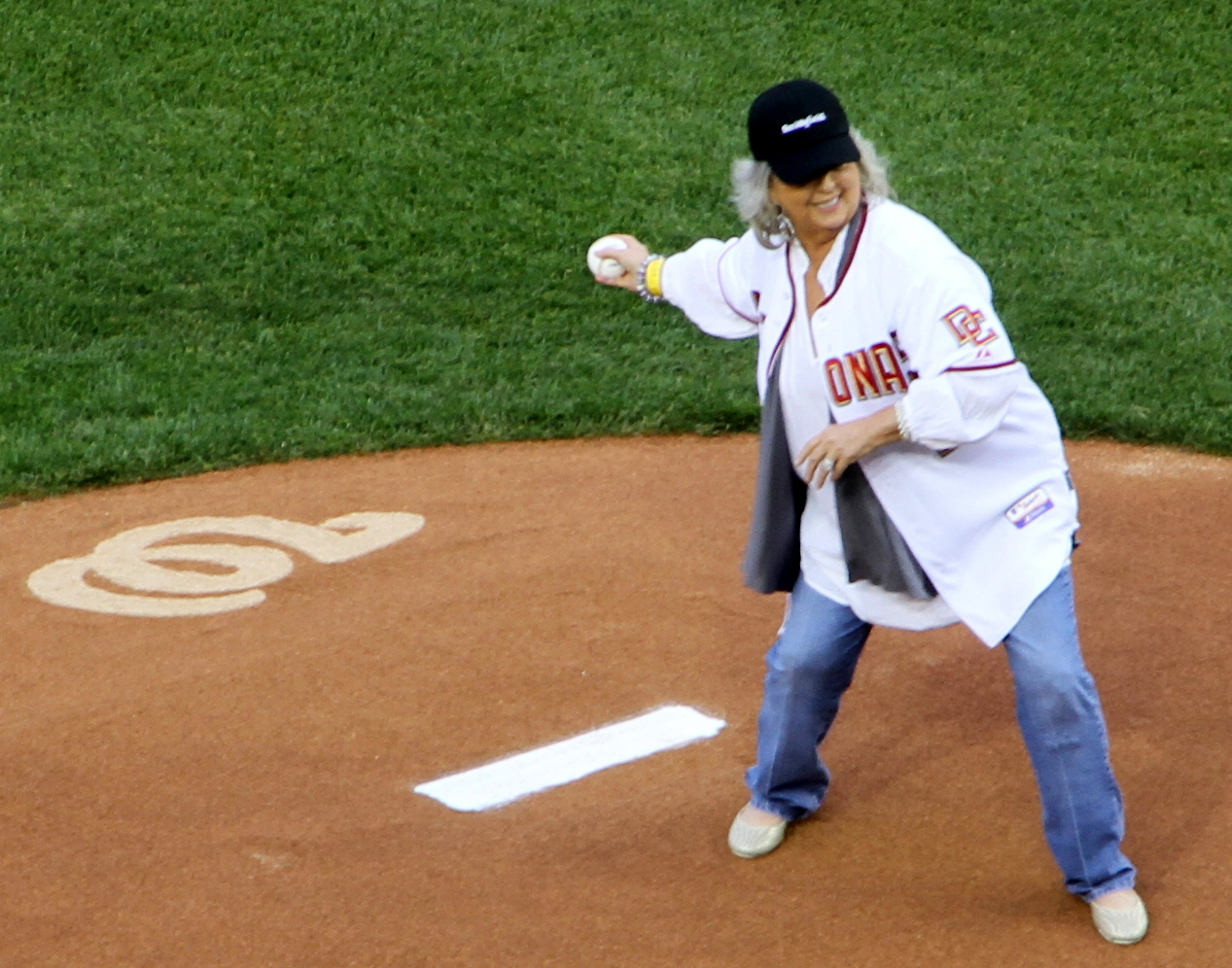
Paula Deen lançant la première balle lors d'un match de baseball des Washington Nationals à Washington, D.C.

Paula présentera ensuite deux nouvelles émissions sur Food Network : Paula’s Party, qui débute en 2006, et Paula’s Best Dishes, qui démarre le 8 juin 2008,.
Sa biographie est également diffusée sur Food Network lors d’un épisode de Chefography, en mars 2006.
En décembre 2007, elle fait équipe avec la chef Cat Cora et affronte les chefs Tyler Florence et Robert Irvine dans une “bataille sucrée” (battle Sugar) lors d’un épisode spécial Fêtes de l’émission Iron Chef America. Les deux femmes ont finalement remporté le match.
Paula Deen aidera également Pat et Gina Neely à démarrer leur propre émission sur Food Network : Down Home with the Neelys. Pendant l’été 2006, ses fils Bobby et Jamie Deen enregistrent d’abord un épisode de leur émission Road Toasted au restaurant de Barbecue des Neely, à Nashville. Puis, en septembre 2006, Paula dine au restaurant des Neely situé dans le centre de Memphis : impressionnée, elle les invite à participer à son émission Paula’s Party, ce qui les mènera finalement à recevoir leur propre show. En juillet 2008, les Neely succèdent également aux frères Deen, à la présentation de Road Toasted.
En mai 2008, Paula Deen annonce lors du Metropolitan Cooking and Entertaining Show la signature d'un contrat pour animer un talk-show qui débutera en septembre 2009.
Le 23 février 2011, Paula participe à l'émission Top Chef, en tant que juge pour cet épisode.

### Vie personnelle
Paula Deen se remarie le 6 mars 2004, avec Michael Groover (né en 1956), un capitaine marin du port de Savannah. Groover a deux enfants, Michelle et Anthony, d’un précédent mariage. La préparation et la cérémonie du mariage ont été documentées par Food Network, lors d’une émission diffusée en 2004. Leur mariage s’est déroulé au Bethesda Home for Boys de Savannah (école, orphelinat et foyer situé près de Savannah). Deen contribue financièrement au soutien du foyer, et a également demandé qu’un dollar soit reversé pour chaque billet vendu au Paula Deen Store (boutique touristique créée autour de Paula Deen).

### Débuts cinématographiques
Paula Deen fait ses premiers pas au cinéma dans Rencontres à Elizabethtown, aux côtés d'Orlando Bloom et Kirsten Dunst. Elle y interprète la tante du personnage joué par Orlando Bloom, et ses talents culinaires sont largement dépeints lors de ses scènes. Le film débute le 8 octobre 2005. Food Network lance, en parallèle de la première du film, une émission spéciale intitulée Paula Goes Hollywood.

## Récompenses
En juin 2007, Paula gagne un Daytime Emmy Awards dans la catégorie performance d'animatrice pour émissions sur l'art-de-vivre (Outstanding Lifestyle Host) pour son show Paula's Home Cooking.
Le 26 octobre 2010, Paula est sélectionnée pour être maîtresse de cérémonie lors du Tournoi de la Parade des Roses. Elle préside la Parade des Roses  ainsi que le Tournoi avec la Reine du Tournoi, le 1er janvier 2011.

## Critiques

### Nutrition et santé publique
Deen s'est vue reprocher les taux élevé de graisse, de sel et de sucre de ses recettes. Elle rencontre encore plus d’objections après la parution de Lunch-Box Set, un livre de cuisine pour enfants, à propos duquel la journaliste Barbara Walters lui reproche de dire « aux enfants de manger du cheesecake pour le petit déjeuner, [...] du gâteau au chocolat et du pain de viande pour le déjeuner, ainsi que des frites ». L’humoriste Maria Bamford (en) a par ailleurs comparé ses recettes à une lettre de suicide.
Paula Deen est également porte-parole pour Smithfield Foods, une compagnie qui a dû faire face à des accusations de cruauté envers les animaux.
Le 17 janvier 2012, Paula Deen annonce souffrir d'un diabète de type 2 depuis trois ans, une maladie pour laquelle un régime très riche en graisses est un facteur de risque majeur. Il a aussi été révélé que Paula Deen était payée pour être porte-parole de la firme pharmaceutique danoise Novo Nordisk. On l'accuse alors d'hypocrisie en continuant à promouvoir une cuisine très riche en graisses tout en révélant son état médical, en tirant ensuite profit de représenter la firme pharmaceutique au travers de leur programme de traitement du diabète. Deen a plus tard annoncé qu'une partie de son salaire reçu serait reversé à des organisations caritatives.

### Racisme
En 2013, Lisa Jackson, une ancienne employée des restaurants détenus par Deen et son frère, dépose plainte contre Deen pour des pratiques discriminatoires liées au sexe et à la race. Jackson, blanche mais dont les nièces ont un père afro-américain, reproche notamment l'utilisation malveillante du mot nigger, que Deen reconnaît avoir employé.
À la suite de cette plainte, Food Network annonce le non-renouvellement de son contrat avec Deen, qui prend fin en juin 2013. En juin 2013, Smithfield Foods lui retire sa fonction de porte-parole. Wal-Mart, Caesar's Entertainment puis Home Depot et Novo Nordisk cessent toute collaboration avec elle. Target Corporation, QVC, Sears et K-Mart, arrêtent la distribution de ses produits. Ballantine Books, l'éditeur de Deen, annule la publication prévue en octobre 2013 de son livre Paula Deen's New Testament: 250 Favorite Recipes, All Lightened Up.

## Filmographie
| Année     | Titre                                             | Rôle               |
| --------- | ------------------------------------------------- | ------------------ |
| 2002–2013 | Paula's Home Cooking (télévision)                 | Présentatrice      |
| 2005      | Rencontres à Elizabethtown                        | Tante Dora         |
| 2006–2008 | Paula's Party (télévision)                        | Présentatrice      |
| 2006      | Chefography (télévision)                          | Sujet du reportage |
| 2008–2013 | Paula's Best Dishes (télévision)                  | Présentatrice      |
| 2009      | Kathy Griffin: My Life on the D-List (télévision) | Guest Star         |
| 2009      | Les Maçons du cœur (télévision)                   | Guest Star         |
| 2011      | Top Chef (télévision)                             | Juge exceptionnel  |
| 2012      | Oprah's Next Chapter                              | Invitée            |
| 2012      | Who Do You Think You Are?                         | Invitée            |
| 2012      | MasterChef                                        | Juge exceptionnel  |
| 2015      | Dancing with the Stars (saison 21)                | Candidate          |